# Yves Boisset
Yves Félix Claude Boisset (14. března 1939 Paříž – 31. března 2025 Levallois-Perret) byl francouzský filmový režisér a scenárista.

## Mládí
Narodil se 14. března 1939 v Paříži. Vystudoval Institut des hautes études cinématographiques (IDHEC).

## Kariéra
Svou kariéru začal jako asistent režie. Spolupracoval s režiséry, jako byli Hossein, Ciampi, Melville a Clément. Později začal režírovat krátké filmy a na konci 60. let 20. století debutoval s celovečerním filmem. Často se podílel na scénářích. Zaměřoval se převážně na akční dobrodružné filmy, společenské a politické thrillery. Jeho film L'Attentat z roku 1972 byl uveden na 8. mezinárodním filmovém festivalu v Moskvě, kde získal stříbrnou cenu.
V roce 1979 mu Mezinárodní festival v Karlových Varech udělil cenu za snímek Policejní inspektorka a o tři roky později i za antimilitaristický film Vzhůru do boje!. V roce 1999 na festivalu působil jako pozvaný porotce filmů.
Zažaloval Arnolda Schwarzeneggera a společnost 20th Century Fox kvůli snímku Běžící muž, který podle něj plagioval jeho film Le prix du danger. Soudní spor vyhrál.
Mezi jeho významné filmy patří Pan Dupont (1975), Atentát v Paříži (1972), R.A.S. (1973), Soudce zvaný šerif  (1977) a Probuď se špione (1982).

## Smrt
Zemřel 31. března 2025 ve věku 86 let. Několik dní byl v nemocniční péči v Levallois-Perret.